# 남북회담본부
남북회담본부(南北會談本部, Office of the Inter-Korean Dialogue)는 남북회담 및 접촉에 관한 사무를 관장하는 대한민국 통일부의 소속기관이었다. 2006년 8월 24일 발족하였으며, 서울특별시 종로구 와룡공원길 20에 위치했다. 본부장은 고위공무원단 가등급에 속하는 일반직공무원으로 보한다.
2023년 9월 8일, 남북관계관리단으로 통폐합됨에 따라 폐지되었다.

## 연혁
- 1971년 9월 1일: 남북적십자회담사무국 설치.
- 1973년 5월 1일: 적십자회담사무국과 남북조절위사무국을 통합.
- 1980년 10월 20일: 남북대화사무국으로 개편.[3]
- 1992년 10월 30일: 남북회담사무국으로 개편.[4]
- 2006년 8월 24일: 남북회담본부로 개편.[5]
- 2023년 9월 8일: 남북관계관리단으로 통폐합되어 폐지.[6]

## 조직

### 본부장
상근회담대표
회담기획부
- 회담제1과[9]
- 회담제2과[9]
- 회담제3과[9]

회담운영부
- 회담지원과[9]
- 회담협력과[9]
- 남북연락과[9]

## 같이 보기
- 대한민국 통일부
- 남북정상회담
- 통상교섭본부